# Distribución de Benktander de tipo II
La distribución de Benktander de tipo II, también denominada de segunda clase, es uno de los dos tipos de distribuciones introducidas por Gunnar para modelizar pérdidas con distribuciones de cola pesada en el sector de lo seguros, basándose en diferentes formas de la función de exceso media (Benktander y Segerdahl, 1960). Esta distribución se "asemeja" a una distribución de Weibull. 
La función de exceso medio para una distribución de Benktander I puede calcularse explícitamente y viene dada por:

{\displaystyle e_{X}(u)=\mathbb {E} (X-u|X>u)={\frac {u^{1-b}}{a}}}